# Glyphodes militaris
Glyphodes militaris là một loài bướm đêm trong họ Crambidae.